# Lise Anne Couture

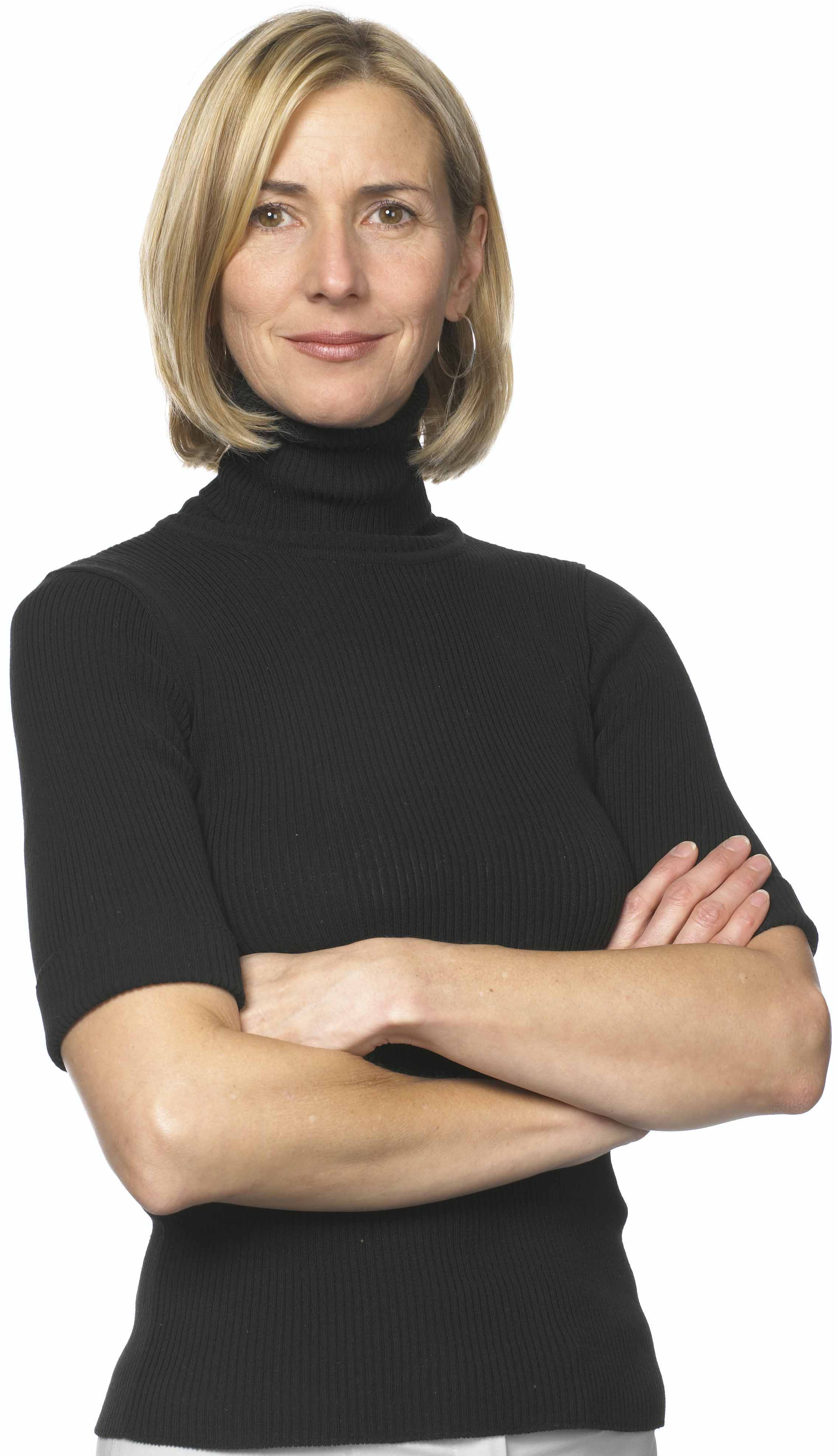
Lise Anne Couture

Lise Anne Couture (* 1959 in Montreal, Kanada) ist eine kanadische Architektin und Mitbegründerin des Architekturbüros Asymptote Architecture.

## Leben
Lise Anne Couture erhielt ihren Master of Architecture 1986 an der Yale University. 1992 sie war Stipendiatin der New York Foundation of the Arts. Sie ist lizenzierte Architektin im Bundesstaat New York und Mitglied des American Institute of Architects (AIA). Couture ist im Vorstand der Architectural League of New York, im Beirat der Builders’ Association und im Peer-Review-Gremium für das GSA „Design Excellence Programm“ der US-Regierung.
Ihre akademische Karriere beinhaltet unter anderem den „Bishop Chair“ and „Saarinen Chair“ an der Yale University, das „Muschenheim Fellowship“ an der University of Michigan und Gastprofessuren an der Princeton University, Harvard University, am Southern California Institute of Architecture (SCI-Arc), an der University of Virginia, an der Université de Montréal, am Berlage Institute in Amsterdam, an der Parsons School of Design und am Massachusetts Institute of Technology (MIT).
Seit 10 Jahren unterrichtet sie an der Columbia University’s Graduate School of Architecture, „Planning and Preservation“.
2008 war Lise Anne Couture Gastprofessorin am „Kenzo Tange Chair für Architektur“ in der Graduate School of Design an Harvard University.
Im Jahr 2009 hatte  Lise Anne Couture die „Davenport Chair“ Gastprofessorinnen Stelle an der Yale University inne und ist derzeit die „Baird“ Gastprofessorin an der Cornell University College of Architecture, Art & Planning sowie Gastprofessorin an der SCI-Arc.
In Deutschland konnte sie 2017 mit Hani Rashid für die Schlosslichtspiele Karlsruhe mit der Arbeit Hyperfine Splitting 008_Mediations on Jakob’s Ladder gewonnen werden.

## Auszeichnungen
Seit Asymptotes Gründung im Jahr 1989 erhielt das Büro Auszeichnungen für visionäre Baukonstruktionen, Masterplanung, Kunstinstallationen, Ausstellungs- und Produkt-Design sowie für bahnbrechenden digitale räumliche Umgebungen.
2004 erhielten Lise Anne Couture und Hani Rashid den österreichischen Friedrich-Kiesler-Preis.